# Иловское сельское поселение
Иловское сельское поселение — упразднённое сельское поселение в Алексеевском районе Белгородской области.
Административный центр — село Иловка.
Упразднено 19 апреля 2018 с преобразованием Алексеевского муниципального района в Алексеевский городской округ.

## Население
| 2010  | 2011  | 2012  | 2013  | 2014  | 2015  | 2016  |
| ----- | ----- | ----- | ----- | ----- | ----- | ----- |
| 3077  | ↘3068 | ↘3022 | ↗3029 | ↘2988 | ↘2947 | ↘2922 |
| 2017  | 2018  |       |       |       |       |       |
| ↘2879 | ↘2868 |       |       |       |       |       |

## Состав сельского поселения
| № | Населённый пункт | Тип населённого пункта       | Население |
| - | ---------------- | ---------------------------- | --------- |
| 1 | Иловка           | село, административный центр | ↘2922     |

## Экономика
В 2010 году действовало четыре инфраструктурных предприятий.
- ОАО «АгротехГарант» Алексеевский[12]